# Anemonengrundel
Die Anemonengrundel (Gobius bucchichi) ist ein kleiner Meeresfisch, der im östlichen Atlantik an der Südküste Portugals, im Mittelmeer und im Schwarzen Meer vorkommt.

## Merkmale
Die Anemonengrundel wird zehn bis zwölf Zentimeter lang. Sie ist gelblichgrau bis grau gefärbt und mit zahlreichen Punkten und kurzen Strichen gemustert, die in Längsreihen angeordnet sind. Von ihren beiden Rückenflossen wird die erste von sechs Hartstrahlen gestützt. Ihre Kiefer sind mit konischen, nach hinten gebogenen Zähnen besetzt. Der Darm ist kurz, die Schwimmblase klein. 

## Lebensweise

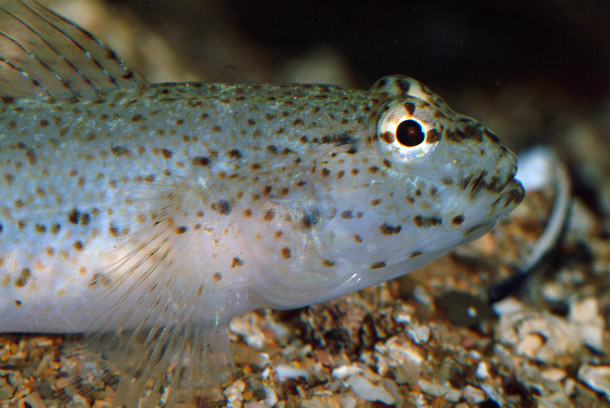
Porträtaufnahme

Anemonengrundeln leben in sehr flachem Wasser, meist nicht tiefer als sieben Meter, höchstens bis in Tiefen von 30 Metern, auf Sand-, Fels- und Geröllböden. Am häufigsten ist sie zwischen drei und sieben Metern Wassertiefe. Unterhalb von zehn Metern wird sie von der Schwarzgrundel (Gobius niger) abgelöst. Sie ernähren sich von kleinen, wirbellosen Tieren, wie Borstenwürmer, kleine Krebstiere, vor allem Flohkrebse und Porzellankrebse, kleine Weichtiere und nehmen, wie Magenuntersuchungen ergeben haben, dabei auch Algen (etwa 20 % des Mageninhalts) zu sich. Die Fische sind tagaktiv und fressen vor allem in den Morgenstunden.
Wie die nicht verwandten Anemonenfische (Amphiprion) aus den Korallenriffen des tropischen Indopazifik leben die Anemonengrundeln mit Seeanemonen, in ihrem Fall mit der Wachsrose (Anemonia sulcata) zusammen. Die Anemonengrundeln des westlichen Mittelmeers sind fast immer unter den Wachsrosen zu finden, im östlichen Mittelmeer suchen sie nur bei Gefahr den Schutz der Anemone. Die Wachsrose ist die am stärksten nesselnde Seeanemonenart des Mittelmeers. Die Anemonengrundel ist durch ihren Hautschleim vor den Nesselzellen der Wachsrose und nur vor deren Nesselzellen, geschützt und muss sich nicht erst durch vorsichtige Hautkontakte an die Nesselzellen gewöhnen, wie es bei den Anemonenfischen der Fall ist. Die Tiere entfernen sich meist nicht weiter als 1,5 Meter von ihrer Anemone und schlafen auch in ihr.
Die Lebensgemeinschaft zwischen Anemonengrundeln und Wachsrose ist allerdings nicht als Symbiose zu werten, da die Wachsrose keinen Vorteil von der Lebensgemeinschaft hat. Die Anemonenfische verteidigen dagegen ihre Symbioseanemonen gegenüber Fressfeinden.

## Fortpflanzung
Anemonengrundeln laichen von April bis Juni. Weibchen unterscheiden sich durch einen größeren Leibesumfang und eine geringere Körperlänge von den Männchen. Die Männchen tragen vor der Paarung Imponierkämpfe aus. Dabei zeigen sie zwei verschiedene Verhaltensweisen. Beim Frontaldrohen erheben sie sich auf dem Meeresboden liegend auf ihre Brustflossen und versuchen sich höher zu stemmen als ihr Gegner. Anschließend reißen sie das Maul auf und schnappen nach dem Rivalen. Beim Lateraldrohen schwimmen sie Seite an Seite, spreizen alle Flossen weit von sich und bemühen sich, den Gegner wegzudrängen. Der Sieger schnappt noch nach der Schwanzflosse des flüchtigen Unterlegenen.
Ein Männchen befruchtet die Eier von verschiedenen Weibchen, die zwischen 1000 und 10.000 Eier legen können. Die Eier sind oval und 1,3 mm lang. Sie haften mit Filamenten, die an einem Pol sitzen, am Untergrund. Bei einer Wassertemperatur von 22 °C schlüpfen die Larven nach sechs Tagen und sind dann 2 mm lang. Sie leben zunächst pelagisch. Nach zwei Monaten haben die Jungfische eine Länge von einem Zentimeter und leben, wie die Elterntiere, auf oder knapp über dem Meeresboden und flüchten bei Gefahr in ihre Anemone. Sie werden innerhalb eines Jahres bei einer Länge von 3 bis 3,8 cm geschlechtsreif.